# 2013년 전국동계체육대회
제94회 전국동계체육대회는 2013년 2월 18일부터 2월 21일까지 서울특별시, 강원도에서 열렸다.

## 경기장
강원도
- 평창군 알펜시아경기장 – 바이애슬론, 크로스컨트리 스키
- 평창군 용평리조트 – 알파인 스키
- 횡성군 웰리힐리파크 – 스노보드

서울특별시
- 노원구 태릉 국제 스케이트장 – 스피드 스케이팅
- 양천구 목동아이스링크 – 아이스하키

충청남도
- 아산시 이순신체육관빙상장 – 피겨 스케이팅

전라북도
- 전주시 화산실내빙상장 – 컬링

울산광역시
- 울산실내빙상장 – 쇼트트랙 스피드 스케이팅

## 일정
| 개회 | 개회식 | ● | 사전경기 | 1 (1) | 결승 (시범경기) | 폐회 | 폐회식 |

| 2013년 2월               | 12일 화 | 13일 수 | 14일 목 | 15일 금 | 16일 토 | 18일 월 | 19일 화 | 20일 수 | 21일 목 | 금메달 개수 |
| ------------------------ | ------- | ------- | ------- | ------- | ------- | ------- | ------- | ------- | ------- | ----------- |
| 바이애슬론               |         |         |         |         |         | 4       | 4       | 8       | 8       | 24          |
| 쇼트트랙 스피드 스케이팅 |         | 17      | 20      | 13      |         |         |         |         |         | 50          |
| 스노보드                 |         |         |         |         |         |         | 8(2)    | 8(2)    |         | 16(4)       |
| 스피드 스케이팅          |         |         | 5       | 6       |         |         | 11      | 16      | 16      | 54          |
| 아이스하키               | ●       | ●       |         | ●       | 2       | ●       | ●       | ●       | 2       | 4           |
| 알파인 스키              |         | 9       | 9       | 18      |         |         |         |         |         | 36          |
| 컬링                     |         | ●       | ●       | ●       | 8       |         |         |         |         | 8           |
| 크로스컨트리 스키        |         |         |         |         |         |         | 9       | 9       | 18      | 36          |
| 피겨 스케이팅            |         |         |         |         |         | 9       | 8       | 8       | 6       | 31          |
| 행사                     |         |         |         |         |         | 개회    |         |         | 폐회    |             |
| 금메달 합계              | 14      | 20      | 16      | 0       | 0       | 15      | 48      | 61      | 73      | 247         |
| 누적 합계                | 14      | 34      | 50      | 50      | 50      | 65      | 113     | 174     | 247     |             |
| 2013년 2월               | 12일 화 | 13일 수 | 14일 목 | 15일 금 | 16일 토 | 18일 월 | 19일 화 | 20일 수 | 21일 목 | 금메달 개수 |

## 종목
- 바이애슬론
- 쇼트트랙 스피드 스케이팅
- 스노보드
- 스피드 스케이팅
- 아이스하키
- 알파인 스키
- 컬링
- 크로스컨트리 스키
- 피겨 스케이팅

## 참가선수단
16개 시도에서 총 2,653명이 참가하였다.
| - 강원도 - 경기도 - 경상남도 - 경상북도 | - 광주광역시 - 대구광역시 - 대전광역시 - 부산광역시 | - 서울특별시 - 울산광역시 - 인천광역시 - 전라남도 | - 전라북도 - 제주특별자치도 - 충청남도 - 충청북도 |